# Luciano Tesi
Luciano Tesi (nascut el 10 de desembre de 1931) és un veterinari, astrònom amateur, descobridor d'un bon nombre de planetes menors, i director de l'Observatori San Marcello Pistoiese.